# کلوئی رز
کلوئی رُز (انگلیسی: Chloe Rose؛ زادهٔ ۲۵ اکتبر ۱۹۹۴) بازیگر اهل کانادا است. وی از سال ۲۰۱۱ میلادی تاکنون مشغول فعالیت بوده‌است.
از فیلم‌ها یا مجموعه‌های تلویزیونی که وی در آن‌ها نقش داشته‌است، می‌توان به دگراسی: نسل بعدی، پلیس‌های تازه‌کار، ماده تاریک و کیل‌جویز اشاره نمود.